# Arménie aux Jeux paralympiques d'été de 2024
L'Arménie participe aux Jeux paralympiques d'été de 2024 à Paris du 28 août au 8 septembre 2024. Il s'agit de sa 8e participation à des Jeux paralympiques d'été.

## Délégation
La délégation arménienne est composée de 3 athlètes,. Greta Vardanyan a agit à titre de porte-drapeau pour la cérémonie d'ouverture.
Voici la liste des qualifiés et sélectionnés arméniens par sport :
| Sport        | Hommes | Femmes | Total |
| ------------ | ------ | ------ | ----- |
| Athlétisme   | 2      | 0      | 2     |
| Dynamophilie | 0      | 1      | 1     |
| Total        | 2      | 1      | 3     |

## Bilan général
| Sport        | Médaille d'or, Jeux paralympiques | Médaille d'argent, Jeux paralympiques | Médaille de bronze, Jeux paralympiques | Total | Rang pays |
| ------------ | --------------------------------- | ------------------------------------- | -------------------------------------- | ----- | --------- |
| Athlétisme   | 0                                 | 0                                     | 0                                      | 0     | 8e        |
| Dynamophilie | 0                                 | 0                                     | 0                                      | 0     | 6e        |
| Total        | 0                                 | 0                                     | 0                                      | 0     |           |

### Athlétisme

#### Hommes
| Athlètes         | Épreuve            | Série   | Série | Finale       | Finale       |
| Athlètes         | Épreuve            | Temps   | Rang  | Temps        | Rang         |
| ---------------- | ------------------ | ------- | ----- | ------------ | ------------ |
| Smbat Karapetyan | 100 m Hommes - T54 | 16 s 98 | 6e    | Pas qualifié | Pas qualifié |

| Athlete          | Épreuve                      | Finale   | Finale |
| Athlete          | Épreuve                      | Résultat | Rang   |
| ---------------- | ---------------------------- | -------- | ------ |
| Sargis Stepanyan | Lancer de Poids Hommes - F55 | 10.41    | 8      |

### Dynamophilie
| Athlete         | Event          | Attempts (kg) | Attempts (kg) | Attempts (kg) | Attempts (kg) | Result (kg) | Rank |
| Athlete         | Event          | 1             | 2             | 3             | 4             | Result (kg) | Rank |
| --------------- | -------------- | ------------- | ------------- | ------------- | ------------- | ----------- | ---- |
| Greta Vardanyan | Women's –61 kg | 104           | 108           | 114           | —             | 114         | 6    |